# Thomas Bentley
Thomas Bentley (1880 — 1950) foi um diretor de cinema britânico. Ele dirigiu 68 filmes entre 1912 e 1941. Após sua aposentadoria como diretor em 1941, tornou-se conselheiro técnico para o British Film Council.